# Aäron Adolf de Pinto
Aäron Adolf de Pinto (Den Haag, 24 oktober 1828 - Den Haag of Leiden?, 23 december 1907) was een Nederlandse jurist en vicepresident van de Hoge Raad.

## Opleiding
Hij bezocht het gymnasium in Den Haag en schreef zich in 1847 als student in de rechten aan de Universiteit Leiden in. Hij promoveerde op 20 januari 1852 en werd advocaat in Den Haag.

## Loopbaan
In 1861 werd De Pinto rechter-plaatsvervanger en referendaris bij het Departement van Justititie en in 1862 raad-adviseur. Hij bereidde de wet voor tot afkoopbaarheid van tienden (12 april 1872) en schreef de memorie van toelichting tot het wetsontwerp dat de afschaffing van de doodstraf betrof. Hij maakte deel uit van de commissie, ingesteld door minister Franciscus Gerardus Reinierdus Hubertus van Lilaar, voor de samenstelling van een wetboek van strafrecht (1870). Naast het Nederlandse strafrecht hielp De Pinto ook mee met het Indische strafrecht te codificeren; tot tweemaal toe was hij secretaris of lid van een staatscommissie met dat doel.
In 1903 werd De Pinto vicepresident van de Hoge Raad.

## Wetenschappelijk werk
De Pinto was redacteur van het ontwerp en toelichting van een wetboek van burgerlijke rechtsvordering, dat in 1865 verscheen. Hij verzorgde de tweede herziene druk van de boeken van zijn broer (de landsadvocaat Abraham de Pinto) Rechterlijke organisatie en Strafvordering, en leverde bij de herziening van het Wetboek van Strafvordering inleiding en aantekeningen in twee delen (1886). Daarnaast schreef hij (naar aanleiding van misstanden in de gevangenis) Bedenkelijke reactie op strafrechtelijk gebied (1886). Verder schreef hij artikelen voor Themis, Het Rechtsgeleerd Magazijn, het Tijdschrift voor Strafrecht, Metis en de Handelingen der Nederlandse Juristen Vereniging (De Pinto was van dit blad medeoprichter).

## Commissies, besturen en erkenning
De Pinto was hoofdredacteur van het Weekblad voor het Recht (dat was opgericht door zijn broer Abraham). Hij bemoeide zich actief met de Dreyfus-affaire, was lid van de Koninklijke Nederlandse Akademie van Wetenschappen en het Provinciaals Utrechts Genootschap. Hij was ridder in de Orde van de Nederlandse Leeuw en officier in de Kroonorde van Italië. In 1907 opende hij het achtste Zionistische Congres. De Pinto was tot drie keer toe voorzitter van de Nederlandse Juristen-Vereniging, in 1885-1886, 1889-1892 en 1899-1902.

## Oeuvre (niet volledig)
- 1861. Wetboek van Strafrecht voor Nederlandsch Indië. (Samengesteld door de Commissie voor de strafrechtwetgeving, 16 november 1861). Den Haag. 2 delen.
- 1869. De afschaffing der doodstraf in het koningrijk Saksen. Gebr. Belinfante. 's-Gravenhage.
- 1899. Het Proces Dreyfus (I and II): Getoetst aan Wet en Recht. Gebr. Belinfante. 's-Gravenhage.